# Слободка (район Одессы)
Слободка — исторический микрорайон в Одессе, территориально входящий в состав Пересыпский район
. На фоне других жилмассивов Одессы Слободка отличается разбросанностью и неоднородностью застройки. Вместе со смежными посёлками и жилмассивами она образует целую систему с населением более 40 тыс. человек. Из них в Старой Слободке, расположенной к востоку от улицы Академика Воробьёва, проживает 10 тыс. человек, немногим меньше (9 тыс. человек) — в районе высотной застройки вдоль улицы Балковской, появившемся в 1970-х годах. Между Слободским кладбищем и улицей Озёрной находится Новая Слободка, а за улицей Неждановой следует Кривая Балка. Хотя эти районы известны с конца XIX века, большая часть домов была построена здесь в 1950—1960-х годах. Этот массив частного сектора, второй по величине в Одессе, насчитывает 18 тыс. жителей. Ещё 5 тыс. одесситов проживают на Одессе в районе улиц Грушевского и Ядова.

## История
Посёлок Слободка-Романовка возник уже в 1820-х годах и, в отличие от Молдаванки, сразу строился по регулярному плану. Новосёлам, прибывавшим для работы в порту, давали крохотные, по 2—3 сотки участки. Поэтому кварталы на Слободке, как правило, по ширине не превышают 50 метров. Главной причиной, по которой новые одесситы селились так далеко от города, была вода — на месте нынешней улицы Балковской находилась речка под названием Водная балка. Вид она имела живописный и, некоторое время даже служила местом расположения вилл аристократов. В частности, на территории Дюковского парка находилась дача Ришельё.
По мере притока в Одессу новых жителей, в городе стали возникать национальные анклавы, где значительную часть населения составляли представители определённой группы. Так, евреи охотнее селились на Молдаванке, а те, что побогаче, — в центре, между улицами Пушкинской и Маразлиевской; немцы предпочитали жить в районе Кирхи, поляки — на хуторах возле Дальних Мельниц. Слободка с самого начала была преимущественно украинским районом. Согласно данным переписи 1897 года здесь проживало 12 тысяч человек, — немногим больше, чем сегодня.
Этот пригород никогда не был таким бедным и криминальным, как Молдаванка, но и здесь хватало проблем: незамощённые дороги, отсутствие освещения и водопровода на большинстве улиц, недостаток жилья. Эти проблемы сглаживались обилием зелени, спрятанной за высокими заборами аккуратных домиков с низкими окнами.
Совсем иным был облик Новой Слободки, постепенно сложившейся из множества хуторов и поместий, а также Кривой Балки, в оврагах которой селились преимущественно отбросы общества — бродяги и мелкие мошенники. Между тем, в 1913 году именно на Кривой Балке возник небольшой коттеджный посёлок «Согласие». Благодаря развитию трамвая в то время начался отток городского среднего класса на окраины, где можно было позволить себе отдельный дом, да и воздух был здоровее.
В конце XIX века за Слободкой начали строительство огромного больничного комплекса. Перспектива бурного развития Одессы уже тогда была очевидной, поэтому городские власти отвели для застройки огромный участок 1500 × 400 метров. Прежде всего, в 1892 году на Слободку перевели психиатрическую больницу, которая ранее располагалась на ул. Херсонской (ныне — Пастера). C тех пор название посёлка стало нарицательным. О людях странного поведения или буйного темперамента говаривали, что по ним «Слободка-Романовка плачет».
По соседству с психиатрией в 1900—1902 годах появились корпуса Новой городской больницы (архитектор — Владислав Домбровский), ставшей самой крупной в городе. В советское время она получила статус областной и сохраняла его вплоть до 1980 года, когда были сданы корпуса больницы на улице Академика Заболотного. Больничный комплекс заканчивается большим Слободским кладбищем, давшим соседней улице название «Кладбищенской».
В 1854 году здесь появилась небольшая церковь Рождества Богородицы. Позднее, в 1898 году, благодаря усилиям отца Максима Гордиенко, началось строительство большого храма Вознесения и приходской школы. Для этой цели прихожане пожертвовали 40 тысяч рублей и крупнейшую площадь посёлка. В 1930-х годах храм был приспособлен под хозяйственные нужды, а после войны здесь устроили детсад, который работает до сих пор. В 1990 году одна из его комнат была отведена под молельню.
В период с 1925 по 1940 год здесь было замощено либо приведено в порядок десятки километров дорог, расширилась сеть водопровода, были построены школы, клубы и детские сады.
В рамках программы недорогого коттеджного строительства, развёрнутой после войны, к югу от Слободки появились рабочие посёлки завода им. Дзержинского (у железной дороги) и Нефтяников (на выезде из города). Преимущественно это были 2-этажные дома, рассчитанные на 8 квартир. Вытянутые 16-24-квартирные корпуса характерны для небольшого посёлка Завода им. Октябрьской революции, построенного в 1948 году вдоль улицы Братьев Ачкановых (ныне — улица Михаила Грушевского).
Высотную веху в истории Слободки открыл Генеральный план 1966 года, который предполагал не только новое строительство, но и снос значительной части района. Те же принципы были заложены в Генплан 1989 года. В рамках этой стратегии в 1973 году началась форсированная реконструкция улицы Балковской, которая должна была связать новые районы, — Черёмушки и посёлок Котовского в обход центра. Идущий от развязки автовокзала водоём заковали в трубы, а сверху сделали насыпь, по которой и прошла дорога.
Первые 9-этажки на улице Балковской появились в 1975 году. Чуть позже началось высотное строительство и на улице Сергея Ядова, по соседству с посёлком «Нефтяник». В годы последнего строительного бума этот район вновь оказался востребован благодаря выгодному расположению на пересечении дорог, связывающих более крупные жилмассивы с историческим центром.

## Крупнейшие предприятия и учреждения
- Слободской рынок (в народе известен как «Базарчик») (ул. Краснослободская / площадь Молодёжи)
- Коммунальное некоммерческое предприятие «Одесская областная детская клиническая больница» Одесского областного совета"[1][2] (ул. Академика Воробьёва, 3)

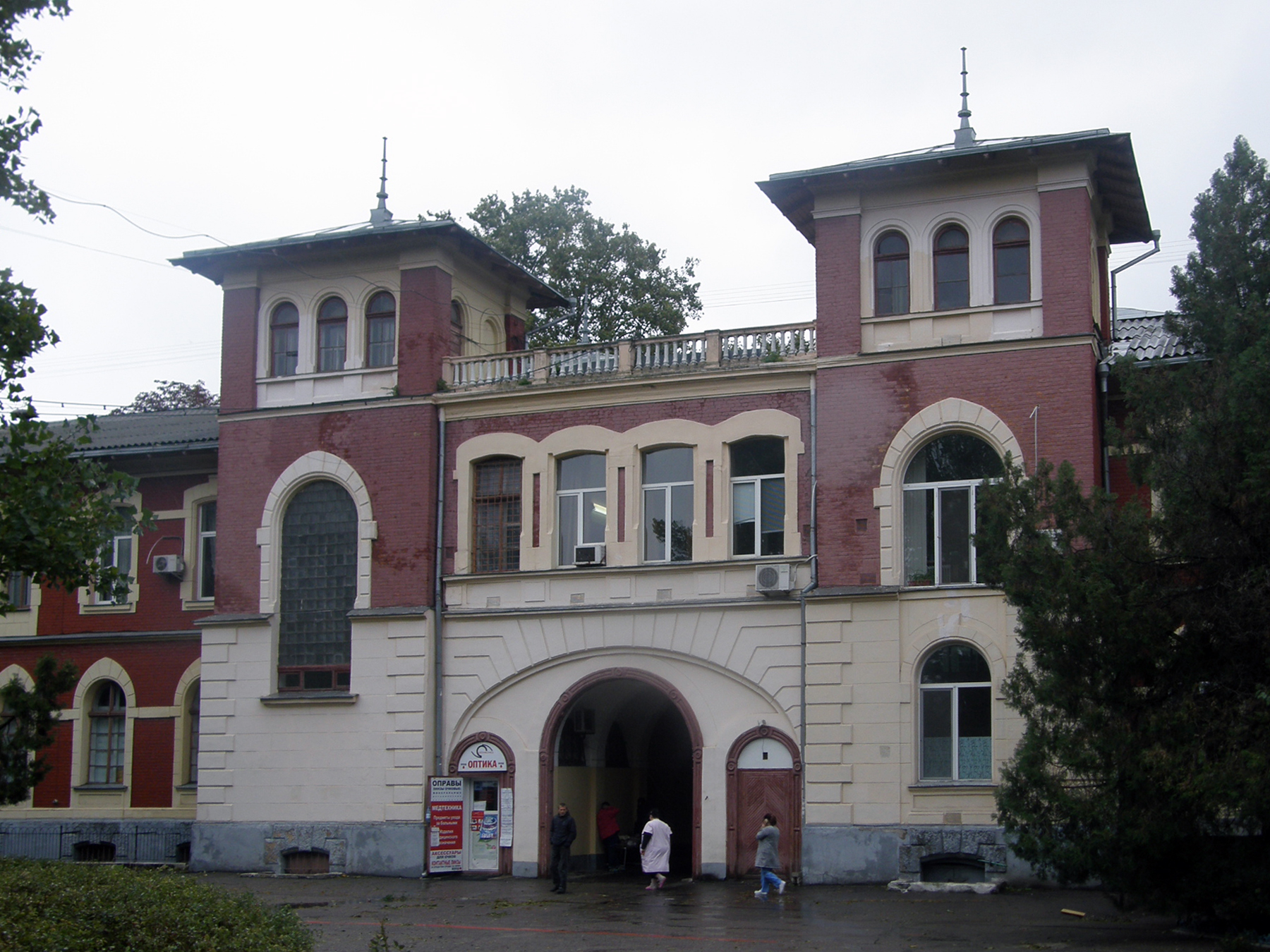
Приёмное отделение городской больницы № 11

- Городская больница № 11 (ул. Академика Воробьёва, 5)
- Хлебзавод № 3, ныне ООО «Агроком» (ул. Академика Воробьёва, 7)
- Коммунальное некоммерческое предприятие «Одесский областной медицинский центр психического здоровья» Одесского областного совета (бывшая Одесская областная клиническая психиатрическая больница № 1)[3][4][5][6][7] (ул. Академика Воробьёва, 9)
- Одесский областной онкологический диспансер (ул. Неждановой, 32)
- Дом Быта (ул. Краснослободская, 40) (в настоящее время используется как офисный центр)
- Городская детская поликлиника № 1 (ул. Краснослободская, 36)
- Детская музыкальная школа № 4 (ул. Краснослободская, 65)
- Кинотеатр «Современник» (не работает; помещения сдаются в аренду) (ул. Академика Воробьёва, 26)
- Общежития и спортивно-тренировочная база Одесского мореходного училища, комплекс известен под названием «Экипаж» (ул. Маловского, 10)
- Суконная фабрика (ныне ООО «Одетекс», часть зданий сдаётся в аренду) (ул. Краснослободская, 1)
- Кожевенный завод (производство закрыто в 2007 году из-за пожара, ныне в процессе ликвидации, здания и помещения сдаются в аренду) (ул. Слободская, 56)
- Трамвайное депо № 2 «Октябрьское» (ныне упразднено) (пер. 1-й Полевой, 1)
- Станция юных техников (ликвидирована в 1996 году, часть помещения реконструирована под храм) (ул. Академика Воробьёва, 36)

### Школы
- Одесская общеобразовательная школа № 125 I—III ступеней (ул. Круговая, 1)
- Одесская общеобразовательная школа № 11 I—III ступеней (ул. Академика Воробьёва, 6)
- Одесская общеобразовательная школа № 61 I—III ступеней (ул. Академика Воробьёва, 20)
- Одесская общеобразовательная школа № 76 I—III ступеней (ул. Академика Воробьёва, 24)
- Одесская специализированная школа № 111 (пл. Молодёжи, 17б)
- Одесская средняя школа № 5 (ул. Балковская, 42; возле трамвайной остановки «Стахановский переулок»)

## Транспорт

### Железнодорожный
Платформа «Слободская» для пригородных поездов колосовского направления. Находится в начале улицы Краснослободской (ист. Городская) за территорией суконной фабрики.

### Трамвай

#### История
По первоначальному плану линия после улицы Маловского (ист. Студенческая) должна была оканчиваться кольцом возле детской больницы. На месте планируемой конечной было построено трамвайное депо, а вместо конечной было построено однопутное кольцо по улочкам района. Пути были проложены по правой (чётной) стороне улицы Маловского. Трамвайный маршрут с названием «Линия Слободка-Романовка» позже получил номер 15 и с тех пор практически не менялся. Позже была построена линия по улице Известковой, был открыт маршрут 31 Слободка — Херсонский сквер — улица Приморская — Таможенная площадь.
Позже линия по улице Известковой демонтирована, улица замощена бетонными плитами, и Слободку обслуживал только маршрут 15.
После перешивки на широкую колею пути на улице Маловского были уложены вдоль левой (нечётной) стороны улицы.
Во время реконструкции улицы Балковской и ликвидации последней линии узкой колеи (1972—1976) на Слободку некоторое время заходил маршрут 30А.
В начале 2000-х годов по трассе маршрута 30А был открыт маршрут 22, который в летнее время продлевали до Лузановки. Отменён в 2005 году.
С 2010 года по трассе маршрута 30А на Слободку был продлён маршрут 12. В 2012 году депо № 2 упразднено, его территория используется в качестве вагоноремонтных мастерских.
В 2014 году трамвайное депо №2 было восстановлено в работе.

#### Современное состояние
Обслуживается маршрутами 12 и 15. Двухпутная линия по улице Маловского. Односторонее кольцо по улицам района: ул. Рачкова — ул. Академика Воробьёва — ул. Слободская — ул. Салтыкова-Щедрина — площадь Молодёжи — ул. Училищная — ул. Нерубайская и далее по ул. Маловского. Служебные однопутные односторонние линии по Первому Полевому переулку (въезд в депо) и улице Парковой (выезд из депо). Заброшенный и частично демонтированный второй путь по улицам Рачкова и Первому Полевому переулку.